# Gabriel Pellegrin
Pour les articles homonymes, voir Pellegrin.
Gabriel Pellegrin, né en juillet 1713 à Toulon, France et mort en juin 1788 à Brest, est un officier de marine français du XVIIIe siècle; cartographe, pilote du Fleuve Saint-Laurent, et Officier de port au Port de Québec durant la Guerre de Sept Ans.

## Carrière
Il traverse en Nouvelle-France en 1735 et cartographie plusieurs parties du fleuve Saint-Laurent, dont le dangereux Détroit de Belle Isle. Sa tâche consistait également à piloter les vaisseaux de la Marine royale, entre le Bic et Québec. En 1755 il mène la flotte française  qui s'est rendue à Québec avec l'armée de Jean-Armand Dieskau qui retourne en France en passant par le détroit de Belle Isle; Théodose Matthieu Denys de Vitré est également pilote dans cette traversée. Au printemps 1756, il est à Brest, ou il fait la connaissance de Louis-Joseph de Montcalm et l'initie à la navigation durant la traversée sur le navire La Licorne; ce qui intéresse Montcalm.

## Défense du fleuve
Pellegrin, Montcalm, Louis-Antoine de Bougainville et François de Montbeillard, entre autres, élaborent un plan de défense des accès à la région de Québec en parcourant les rives du Saint-Laurent. Ils élaborent un plan de défense des rives et un plan de défense naval pour Québec (1759).